# Satyschne (Kamjanske)
Satyschne (ukrainisch Затишне; russisch Затишное Satischnoje) ist eine Siedlung in der ukrainischen Oblast Dnipropetrowsk mit 878 Einwohnern (2012).

## Geographie
Satyschne liegt im Rajon Kamjanske an der Fernstraße N 11 zwischen dem 72 km nordöstlich liegenden Oblastzentrum Dnipro und der 77 km südwestlich liegenden Stadt Krywyj Rih. Das ehemalige Rajonzentrum Krynytschky liegt 30 km nordöstlich des Dorfes.

## Verwaltungsgliederung
Am 12. Juni 2020 wurde das Dorf zum Zentrum der neugegründeten Landgemeinde Satyschne (Затишнянська сільська громада/Satyschnjanska silska hromada). Zu dieser zählen auch die 21 in der untenstehenden Tabelle aufgelisteten Dörfer sowie die Ansiedlung Hranitne, bis dahin bildete es zusammen mit dem Dorf Luhowe sowie der Ansiedlung Hranitne die gleichnamige Landratsgemeinde Satyschne (Затишнянська сільська рада/Satyschnjanska silska rada) im Süden des Rajons Krynytschky.
Am 17. Juli 2020 kam es im Zuge einer großen Rajonsreform zum Anschluss des Rajonsgebietes an den Rajon Kamjanske.
Folgende Orte sind neben dem Hauptort Satyschne Teil der Gemeinde:
| Name                     | Name          | Name                                |
| ukrainisch transkribiert | ukrainisch    | russisch                            |
| ------------------------ | ------------- | ----------------------------------- |
| Beresyne                 | Березине      | Березино (Beresino)                 |
| Blahodatne               | Благодатне    | Благодатное (Blagodatnoje)          |
| Busuluky                 | Бузулуки      | Бузулуки (Busuluki)                 |
| Hranitne                 | Гранітне      | Гранитное (Granitnoje)              |
| Huljajpole               | Гуляйполе     | Гуляйполе (Guljaipole)              |
| Kosatsche                | Козаче        | Казачье (Kasatschje)                |
| Losuwatka                | Лозуватка     | Лозоватка (Losowatka)               |
| Losuwatske               | Лозуватське   | Лозуватское (Losuwatskoje)          |
| Luhowe                   | Лугове        | Луговое (Lugowoje)                  |
| Malosofijiwka            | Малософіївка  | Малософиевка (Malosofijewka)        |
| Mychajliwka              | Михайлівка    | Михайловка (Michailowka)            |
| Perwomajske              | Первомайське  | Perwomaiskoje                       |
| Preobraschenka           | Преображенка  | Преображенка                        |
| Smolenka                 | Смоленка      | Смоленка                            |
| Tarassiwka               | Тарасівка     | Тарасовка (Tarassowka)              |
| Tscherkaske              | Черкаське     | Черкасское (Tscherkasskoje)         |
| Tscherwona Balka         | Червона Балка | Червоная Балка (Tscherwonaja Balka) |
| Tscherwone               | Червоне       | Червоное (Tscherwonoje)             |
| Udatschne                | Удачне        | Удачное (Udatschnoje)               |
| Ukrajinske               | Українське    | Украинское (Ukrainskoje)            |
| Witriwka                 | Вітрівка      | Ветровка (Wetrowka)                 |
| Wyssoke                  | Високе        | Высокое (Wyssokoje)                 |